# Kierdeja (herb szlachecki)

Herb szlachecki Kierdeja

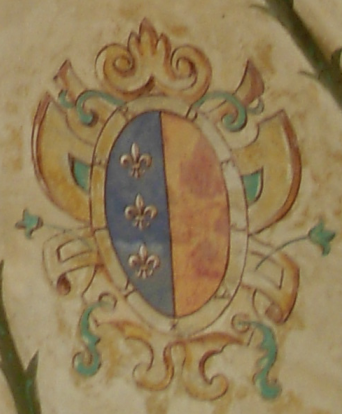
Herb Kierdeja w zamku w Baranowie Sandomierskim

Kierdeja – polski herb szlachecki.

## Opis herbu
Tarcza dzielona w słup, w polu prawym błękitnym, trzy lilie w słup, pole lewe czerwone, w klejnocie trzy pióra strusie.

## Najwcześniejsze wzmianki
Według źródeł był to herb nadany przez Ludwika Węgierskiego Kierdejowi, który miał być pochodzącym z Krymu potomkiem chana Tatarów Perekopskich. Ponieważ Kierdej wyróżnił się podczas zdobywania zamku bełskiego w 1377 otrzymał w nagrodę indygenat polski. Świadectwem tego wydarzenia są lilie wzięte z herbu królewskiego rodu Andegawenów. Od tegoż Kierdeja pochodzić miały rody, które przybrały nazwiska od przypadłych im po wielkim protoplaście posiadłości: Hosckich z Hoszczy, Tajkurskich z Tajkur, Czapliców-Szpanowskich ze Szpanowa.
Herb wielu rodzin szlacheckich pochodzących z Wołynia, Litwy i ziemi chełmskiej.
Znane są średniowieczne znaki pieczętne: 1451 – Hryczko Kierdejowicz z Pomorzan, wojewoda podolski; 1454 – Wańko z Kwasiłowa, kasztelan chełmski. Pierwszy raz pojawia się w źródłach pisanych, sądowych w 1436.

## Herbowni
Czaplic, Dzius, Dziusa, Dziusz, Dżusa, Girdziewicz, Girsztowt, Hojski, Hoscki, Hościł, Hoścki, Jarmund, Kierdej, Kierdeja, Kierdejowicz,Kiernicki, Kikłowicz, Koziński, Krzywicki, Krzywiecki, Mniszyński, Mylski, Pohorecki, Szpanowski, Wielhorski.